# Марко Анаф
Марко Анаф (Пожаревац, 24. децембар 1909 — Београд, 20. јануар 2010) био је српски лекар и биолог, јеврејско сефардског порекла, ванредни професор и руководилац Лабораторије за цитогенетска итраживања Медицинског факултета у Београду.

## Биографија
Рођен је 24. децембра 1909. године у Пожаревцу. Основну школу и гимназију завршио је у родном месту. Шумарски факултет уписује 1928. године али га напушта и прелази на студије медицине. Медицински факултет завршио је у Београду, 1936. године. Од 1938. године радио је као волонтер на Првој интерној клиници, где га је затекао почетак Другог светског рата. Дана 28. јуна 1939. године, произведен је у чин санитетског потпоручника. Након капитулације у Априлском рату избегао је да оде у заробљеништво и није се одазвао наредби Немаца за регистрацију Јевреја.
Још у предратном периоду, Марко се преко свог млађег брата студента права Соломона, који је био члан КПЈ и као борац Космајског партизанског одреда, погинуо октобра 1941. године, укључио у комунистички покрет. Године 1938. био је биран за председника Удружења лекара стажера. Током окупације Београда, од 1941. до 1944. године, илегално је радио као сарадник Народноослободилачког покрета. У кући у којој је становао, у улици Краљевића Томислава број 73 (данас улица Интернационалних бригада) постојала је мансарда са две собе, као и тајно склониште за илегалце. Пошто је био Јеврејин, заједно са мајком Букицом се на мансарди и у том склоништу крио током целе окупације, док је његова супруга Славка тврдила да се он није вратио из априлског рата. У његовој кући су боравили и састајали се секретари и чланови Покрајинског комитета КПЈ за Србију Милован Ђилас, Александар Ранковић, Благоје Нешковић, Спасенија Цана Бабовић и други. Почетком 1942. године у њој је три месеца боравио и др Иван Рибар. После ослобођења Београда, октобра 1944. године, Марко је ступио у НОВ и ПОЈ и постао батаљонски лекар Друге београдске бригаде Корпуса народне одбране Југославије (КНОЈ). Такође, постао је члан Земаљске комисије за испитивање злочина окупатора.
После завршетка рата био је демобилисан и постављен за управника Клиничке болнице Медицинског факултета у Београду. За првог асистента на Катедри биологије на Медицинском факултету био је изабран 1946. године. Био је веома активан у модернизовању практичних вежби за студенте и увео је елементе генетике у програм практичне наставе. Звање доцента добио је 1954, а звање ванредног професора 1965. године. У међувремену, од 1949. до 1954. године студирао је на Биолошком одсеку Природно-математичког факултета у Београду. На Медицинском факултету у Нишу предавао је биологију.
Његовим ангажовањем као професора знатно је унапређен наставни програм уношењем савремених медицинских и биолошких открића - из молекуларне биологије, бихемијске генетике, имуногенетике и генетике микроорганизама. Као научни радник истицао је значај хумане генетике и њене клиничке примене, цитогенетике, активности гена и генетичког кода. Посебно се занимао за експерименталну ендокринологију.
Један је од оснивача Лабораторије за цитогенетска итраживања (1966) (данас Институт за биологију и хуману генетику) при Медицинском факултету, где је постављен за руководиоца. На овој функцији остао је до пензионисања, 1977. године. Био је један од оснивача Друштва српско-јеврејског пријатељства. Умро је јануара 2010. године, у Београду.
Публиковао је низ стручних радова, од којих се издвајају:
- Дејство ниске температуре на надбубрежна ткива као трансплатат и његову применљивот, 1951. година,
- Функционална вредност трансплатаната надбубрежне жлезде на функцију полне жлезде и бременитост, 1951. година,
- Прилози изучавања терморегулације, 1952. година,
- Улога кортекса надбубрежне жлезде, 1952. година,
- Дејство извесних телесних повреда на везивање Ј 131 у тереоидној жлезди белог пацова, 1959. година.
- Општа цитологија, 1964. година
- Микроскопирање монера, протозоа, ацоеломата, псеудоцоеломата: приручник за вежбе из биологије за студенте Медицинског факултета из Београда, 1967.
- Место и улога предмета биологија у медицинским студијама, 1972.

Поред стручних радова, 1985. године је објавио књигу Тајна мансарде на Неимару у којој је описао своје доживљаје током илегалног живота за време окупације.